# Changshou Shan
Changshou Shan (kinesiska: 长寿山) är ett berg i Kina. Det ligger i provinsen Heilongjiang, i den nordöstra delen av landet, omkring 150 kilometer öster om provinshuvudstaden Harbin. Toppen på Changshou Shan är 631 meter över havet, eller 63 meter över den omgivande terrängen. Bredden vid basen är 0,42 km.
Runt Changshou Shan är det ganska tätbefolkat, med 75 invånare per kvadratkilometer. Närmaste större samhälle är Yanshou, 13,2 km nordväst om Changshou Shan. Omgivningarna runt Changshou Shan är en mosaik av jordbruksmark och naturlig växtlighet.
Genomsnittlig årsnederbörd är 907 millimeter. Den regnigaste månaden är juli, med i genomsnitt 189 mm nederbörd, och den torraste är januari, med 9 mm nederbörd.